# ألياف أوليفينية

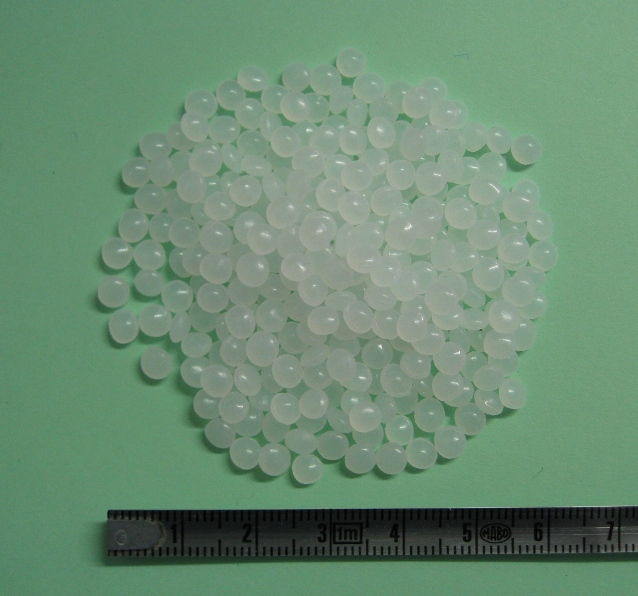

هي ألياف اصطناعية تصنع من الألكينات. وتعرف الألياف الأوليفينية بأنها «ألياف اصطناعية تكون فيها المادة المشكلة للألياف أي مبلمر تركيبي طويل السلسلة يكون فيه 85% من وزنه على الأقل إثيلين، أو بروبيلين أو أي من الوحدات الأوليفينية ماعدا الأوليفينيات اللابلورية (أمورفية) المعرفة في التصنيف 1 من المقطع j من القاعدة 7».
المركبات المستخدمة في كوثرة عديد الأوليفين هي هيدروكربونات مشبعة. وبين العديد من الهيدروكربونات المشبعة التي يمكن استخدامها، يوجد فقط اثنان يمكن استخدامها في تركيب عديد الألوليفينات من أجل الألياف، وهذه المركبات هي الإثيلين و البروبيلين والتي تعطي بعد الكوثرة عديد الإثيلين وعديد البروبلين.
تستخدم الألياف الأوليفينية في صناعة النسيج بما فيها الملابس والمنجدات وورق الجدران والحبال، والفرش الداخلي للسيارات. كما تسمى هذه الألياف أحيانا بولي بروبلين أو بولي بروبين أو بولي أوليفين. تتميز الألياف الأوليفينية بمتانتها وأنها مريحة وهي عديمة اللون، ومقاومة لضوء الشمس والتعفن والاتساخ والتآكل بالإضافة إلى مقدرة جيدة على التغطية.